# 아사히촌 (아이치현 헤키카이군)
아사히촌(旭村)은 아이치현 헤키카이군에 설치되었던 촌이다. 현재의 헤키난시 동부에 해당한다.